# يوجينة بنفسجية
يوجينة بنفسجية (الاسم العلمي: Eugenia violascens) هي نوع من النباتات تتبع جنس اليوجينة من فصيلة الآسية.